# Ait Hadi
Ait Hadi (franska: Ait Hadi (CR), Ait Hadi (Commune Rurale), arabiska: اهديل) är en kommun i Marocko.   Den ligger i provinsen Chichaoua och regionen Marrakech-Safi, i den centrala delen av landet, 300 km sydväst om huvudstaden Rabat. Antalet invånare är 6 313.